# Ligne de Nantes-Orléans à Châteaubriant
La ligne de Nantes-Orléans à Châteaubriant est une ligne de chemin de fer d'intérêt général à écartement standard du réseau ferré national français d'une longueur de 63 kilomètres. Elle relie les gares de Nantes et de Châteaubriant et est intégralement située dans le département de la Loire-Atlantique, en région Pays de la Loire.
Mise en service en 1877 par la Compagnie du Chemin de fer de Paris à Orléans (PO), elle est totalement fermée au service des voyageurs en 1980 par la Société nationale des chemins de fer français (SNCF), et le service des marchandises n'utilise plus que partiellement la ligne, avant sa fermeture à tout trafic en 2008. Évoquée dès les années 1990, la ligne est rouverte en 2014, uniquement au service des voyageurs, grâce à l'utilisation de trams-trains.
Elle constitue la ligne no 519 000 du réseau ferré national.

## Histoire

### Chronologie
- En 1866, le ministère des Travaux Publics décide de réaliser la ligne de Châteaubriant à Nantes concédée à la Compagnie du chemin de fer de Paris à Orléans (PO)[1].
- Le 23 décembre 1877 se déroule le voyage inaugural de la ligne[1].
- En 1939, première fermeture de la ligne au service des voyageurs dans le cadre du plan national de coordination[1].
- En 1944, destruction du pont de la Jonelière par les Allemands, ayant pour conséquence la suspension de tout trafic sur la ligne[2].
- En 1948, après reconstruction du pont de la Jonelière, réouverture de la ligne au service des voyageurs et des marchandises[1],[2].
- Le 1er juin 1980, le service des voyageurs est de nouveau fermé sur toute la ligne[3].
- En 1986, le trafic marchandise est limité à la section Nantes - La Chapelle-sur-Erdre[4].
- Dans les années 1990, le projet de réouverture aux voyageurs de la ligne est évoqué[5].
- En 2008, la ligne est fermée à tout trafic entre Doulon et Châteaubriant[4].
- Du 9 juin au 10 juillet 2008 : enquête publique pour la réouverture de la ligne en tram-train[6].
- En novembre 2008, la réouverture de la ligne est déclarée d'intérêt général[7] ; la mise en service totale de la ligne est alors prévue pour début 2013, après une première étape en 2011 jusqu'à Nort-sur-Erdre[8].
- Le 28 février 2014, la ligne rouvre au service des voyageurs en totalité en tram-train[9].

### Genèse
Les lignes ferroviaires reliant les grandes villes gravitant autour de Châteaubriant ouvrent les unes après les autres (Paris - Nantes par Tours et Angers en 1851, Paris - Rennes par Le Mans et Laval en 1857, Nantes - Rennes par Redon en 1862 et enfin Le Mans - Angers en 1863). Châteaubriant est qualifié de « quadrilatère du vide ». Des comités, composés d'élus locaux, d'industriels, de représentants de chambres de commerces, etc., sont créés pour influencer notamment le ministre des Travaux publics et mettre en évidence la nécessité d'un chemin de fer reliant Laval à Nantes par Châteaubriant. Le chemin de fer du castelbriantais est vu comme un sauveur économique, permettant à l'industrie et l'agriculture de se développer, la métallurgie, fortement implanté, souffrant de la concurrence anglaise. En revanche, l'objectif du gouvernement est plutôt de trouver une solution pour relier Laval à la Loire, soit via Angers, soit via Nantes (et donc Châteaubriant). Malgré l'avis défavorable des Ponts et Chaussées pour le tracé via Nantes, le ministère des Travaux publics décide de ne pas trancher en autorisant la construction des deux itinéraires en 1866. La ligne de Sablé à Châteaubriant (y compris la gare) est concédée à la Compagnie des chemins de fer de l'Ouest. La ligne de Châteaubriant à Nantes est concédée à la Compagnie du chemin de fer de Paris à Orléans (PO) par une convention signée entre le ministre des Travaux publics et la Compagnie le 26 juillet 1868. Cette convention est approuvée par décret impérial à la même date.

### Mise en service
Les études débutent en 1872 et le tracé définitif est approuvé en décembre 1873, non sans que les municipalités aient fait pression sur le PO pour obtenir un arrêt sur leur commune. Six gares intermédiaires sont alors prévues : Saint-Joseph-de-Porterie (ajoutée in extremis en 1876), La Chapelle-sur-Erdre, Sucé-sur-Erdre, Nort-sur-Erdre, Abbaretz et Issé. Les travaux durent jusqu'à l'ouverture de la ligne marquée par un voyage inaugural le 23 décembre 1877. Durant les trente années qui suivirent cette ouverture, sous la pression des habitants et élus locaux, cinq arrêts supplémentaires seront créés : Doulon, Casson, Le Pavillon (devenu très vite « Saffré - Joué »), La Claie et La Cantraie.

### Service des voyageurs jusqu'en 1980

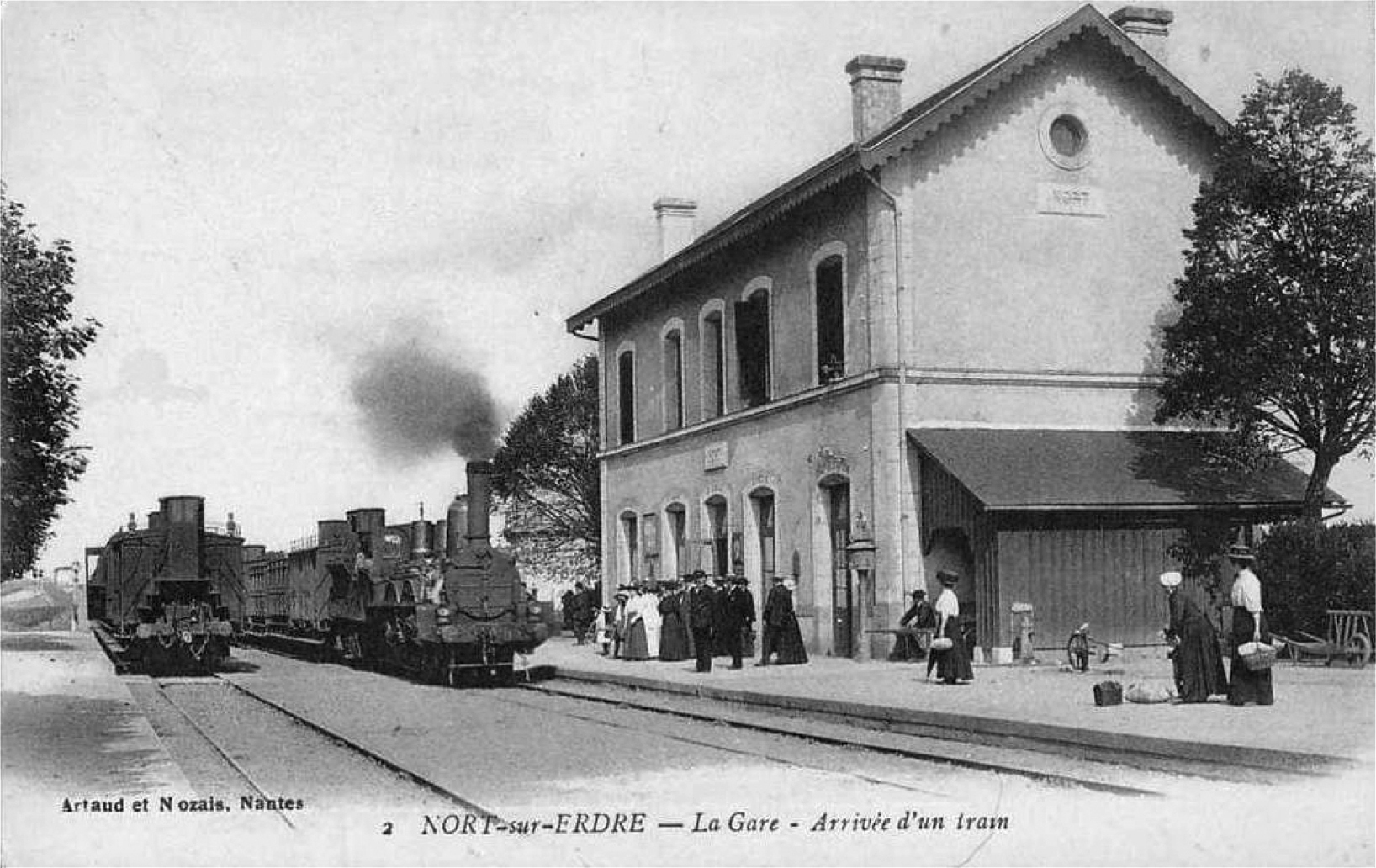
La gare de Nort-sur-Erdre vers 1900, avec deux trains à vapeur à quai.

La ligne est peu fréquentée des voyageurs. Durant toute son existence, et jusqu'à la fermeture en 1980, la ligne ne verra circuler que trois allers-retours voyageurs réguliers par jour. Le trajet dure entre 2 h et 3 h 30. Quelques voitures de voyageurs sont attelées aux trains de marchandises, seule réponse du PO aux multiples demandes des conseils municipaux de la ligne ; leurs doléances portaient sur des modifications ou créations d'horaires, afin notamment de faire l'aller-retour dans la journée vers et depuis Nantes, ou d'avoir des billets valables deux jours dans le cas contraire. En 1934, les recettes voyageurs de la ligne s'élèvent à 10 892 francs, soit quatre fois moins que la ligne de Saint-Nazaire au Croisic, elle aussi exploitée par le PO. Malgré un trajet effectué en 1 h 13 min en 1938, la ligne est fermée au service des voyageurs en 1939, comme beaucoup d'autres en France, dans le cadre du plan de coordination des transports ferroviaires et routiers. Mais les cars n'offrant pas de capacité suffisante, des voitures de voyageurs sont ajoutées aux trains de marchandises par la toute jeune SNCF. En 1944, durant la Seconde Guerre mondiale, le pont de la Jonelière est dynamité par les Allemands et interrompt tout trafic sur la ligne. En 1948, une fois le pont reconstruit, la ligne est rouverte, et le trafic de marchandises comme de voyageurs est rétabli,. Elle est utilisée par les scolaires se rendant à Nort-sur-Erdre et Nantes, et par les ouvriers travaillant à Saint-Joseph-de-Porterie.

### Fermeture aux voyageurs en 1980
Après l'échec du décret du 30 août 1977, le décret du 24 septembre 1979 est créé par l'État pour inciter les établissements publics régionaux ou collectivités locales mais aussi la SNCF à fermer des lignes ferroviaires au service des voyageurs en proposant de reverser pendant sept ans une somme correspondant au montant des économies réalisées par le transfert sur route ou la suppression des services de voyageurs. Contrairement au précédent décret du 30 août 1977, où l'État avait gardé un droit de véto sur les fermetures de lignes, ce nouveau décret laisse la liberté totale aux élus et à la SNCF : ils peuvent fermer les lignes qu'ils souhaitent et réutiliser le budget ainsi récolté de n'importe quelle manière, même sans rapport avec les transports publics. Il se crée alors une concurrence entre les départements et les régions d'une part, la SNCF d'autre part. Cette dernière a la ferme intention, à cette époque, de fermer la ligne, quel que soit l'avis des élus. La région des Pays de la Loire décide de prendre les devants et d'assumer l'entière responsabilité de cette fermeture de ligne, afin de pouvoir en récupérer les économies promises par l'État. L'accord est effectif le 1er juin 1980. À ce moment-là, le déficit de la ligne est de 4,47 millions de francs et l'occupation moyenne d'un train est de 34 voyageurs, ce qui fait que Nantes - Châteaubriant est la ligne la plus fréquentée des lignes fermées dans le cadre des décrets de 1977 et de 1979. Le dernier train de voyageurs ayant circulé sur la ligne a eu lieu le 31 mai 1980,.

### Service des marchandises
La ligne voit transiter dès les années 1880 du fer en provenance de Segré et à destination des forges et fonderies de Nantes, Chantenay, Saint-Nazaire et Trignac. La ligne permet de développer l'extraction du fer, la métallurgie, la construction mécanique et l'agriculture dont les produits sont expédiés depuis les gares de Châteaubriant, Nort-sur-Erdre, Abbaretz et Issé principalement. Le fer est acheminé par voie Decauville depuis les extractions d'Abbaretz jusqu'aux gares d'Issé et d'Abbaretz jusqu'en 1931. Plusieurs hauts fourneaux à Abbaretz et Moisdon-la-Rivière restent cependant éteints en raison d'un équipement trop vétuste de ces sites : l'arrivée du chemin de fer n'aura pas permis de relancer l'ensemble de l'économie du Castelbriantais. Il en est de même pour les mines de Languin sur la commune de Nort-sur-Erdre : les élus demandent leur réouverture en argumentant que désormais, le chemin de fer peut desservir la mine, comblant un manque de transport qui aurait été la raison de la fermeture en 1864. Cette réouverture est refusée par l'ingénieur des mines en 1901, et le site est définitivement fermé et comblé en 1927.
En 1909, le chiffre d'affaires de la gare de Châteaubriant pour les marchandises est équivalent à celui de l'important pôle industriel de Couëron. À partir de cette époque et jusque dans les années 1920, plusieurs industries sont construites en se raccordant à la ligne en gare de Saint-Joseph. Un quartier tout entier se crée à Nantes autour de l'usine de la Compagnie générale de construction de locomotives Batignolles-Châtillon, l'usine Saunier Duval, la Compagnie générale de machines agricoles et la minoterie « La boulangerie moderne » de La Compagnie générale de machines agricoles. Une situation similaire se produit à Châteaubriant avec le déménagement de l'entreprise Huard en 1907 dans une nouvelle usine directement reliée à la gare, puis dans les années 1930 avec la création de la fonderie Leroy, mitoyenne de la gare et reliée à celle-ci, et enfin, plus tard, en 1972 avec l'installation de l'atelier breton de réparation ferroviaire, (ABRF), sur la ligne allant à Montoir-de-Bretagne. Toutes ces entreprises, raccordées à la ligne, sont source du trafic de marchandises, comme la laiterie Jouzel à Issé qui exporte des centaines de kilogrammes de beurre vers Paris et Londres. La ligne participe au transfert de la production agricole de la région composée de tourteaux de son, paille et foin.
Dans les années 1950 à 1970, le transport de marchandises est surtout constitué d'engrais provenant des usines d'Issé (Guérin, puis Société agricole et commerciale de l'Ouest puis Compagnie Phospho-Guano) et de Nort-sur-Erdre (Engrais Bernard).

### Fermeture totale en 2008
Après la fermeture au service des voyageurs en 1980, la ligne est ouverte au trafic des marchandises jusqu'à Issé, pour l'usine d'engrais Phospho-Guano. Un à deux trains saisonniers par mois livrent la marchandise à Issé, en provenance de La Rochelle, d'Alsace ou des Pyrénées. Lorsque l'usine est rachetée par la Compagnie française de l'Azote en 1986, le marché des engrais est restructuré et la desserte des marchandises cesse. Il ne reste plus que la desserte de France Boissons à La Chapelle-sur-Erdre, qui perdure jusqu'en 2008, année où le projet de tram-train est lancé grâce à l'enquête préalable puis à la déclaration d'utilité publique, sonnant la fin du service marchandises sur la ligne.

### Différents projets de réouverture envisagés
À la fin des années 1970, dans la perspective de la création à Nantes d'un « métro léger » (le terme de tramway n'a pas été employé dès le début du projet), une partie de la largeur de la plate-forme de la ligne est vendue pour un franc symbolique[réf. nécessaire]. À la fin des années 1980, le prolongement de la ligne 1 du tramway de Nantes vers la station Beaujoire implique une traversée à niveau de la voie ferrée.

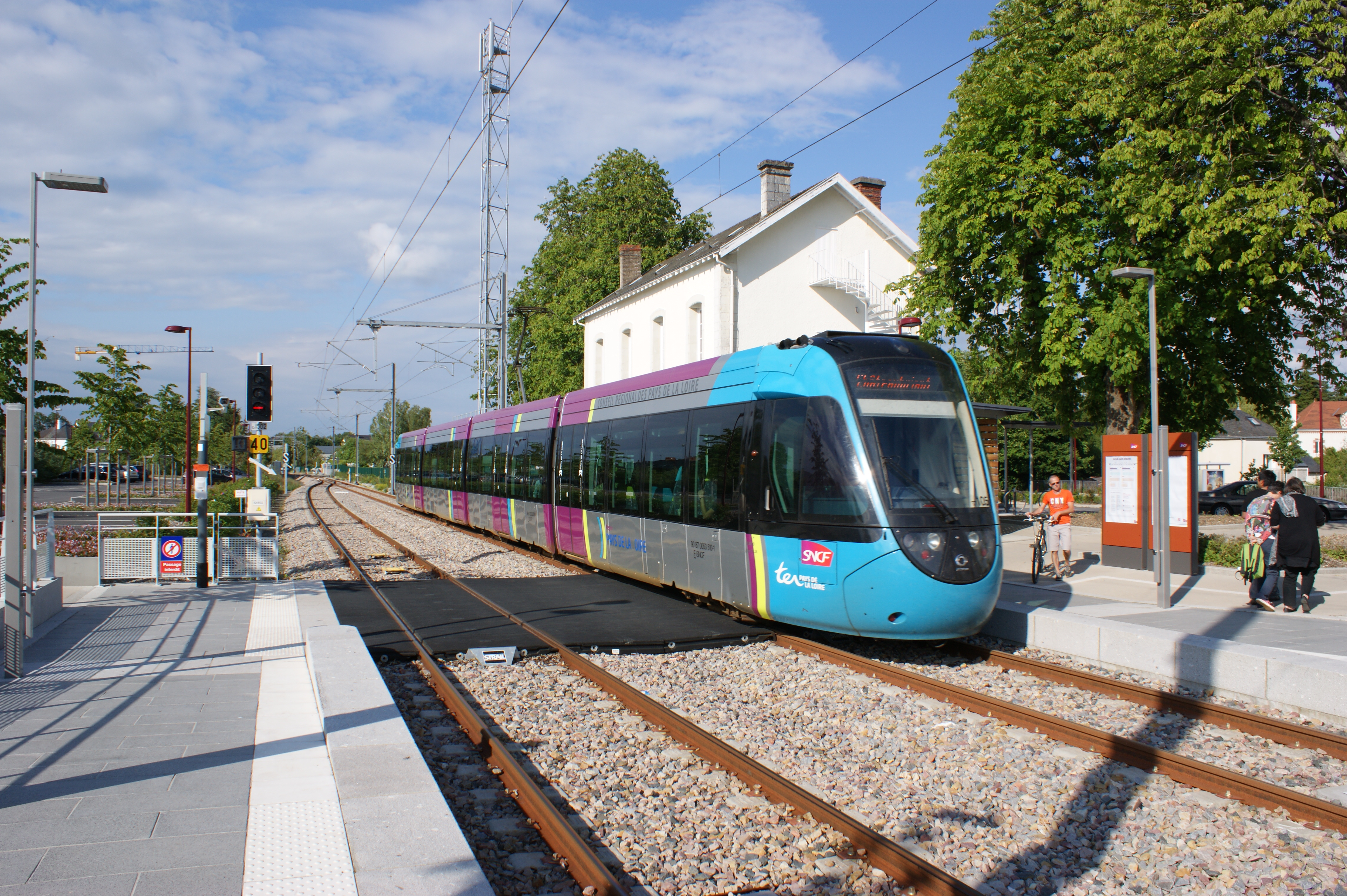
Un tram-train en gare de Sucé-sur-Erdre en 2014. Il fut envisagé un temps que cette gare soit la limite de l'électrification et de la desserte péri-urbaine.

La réouverture de la ligne est évoquée dès les années 1990, et trois scénarios ont été alors envisagés : le premier envisageait la réouverture de la ligne intégralement en mode Diesel. Les deux autres scénarios envisageaient l'utilisation de trams-trains de Nantes à Sucé-sur-Erdre avec pour l'un des deux, l'utilisation de la ligne 2 du tramway nantais du centre de Nantes et jusqu'à la nouvelle station Babinière grâce au projet de connexion des lignes 1 et 2 du tramway de Nantes. Dans ces deux scénarios, il était envisagé des navettes Diesel au-delà de Sucé-sur-Erdre, jusqu'à Châteaubriant. Finalement, c'est un quatrième scénario qui a été retenu : l'utilisation de tram-train sur l'intégralité de la ligne ferroviaire, sans interpénétration sur le tramway nantais.
La réouverture de la ligne au service des voyageurs est déclarée d'intérêt général, après enquête publique du 9 juin au 10 juillet 2008, par deux arrêtés, le premier du président de RFF le 13 novembre 2008 et le second du directeur régional SNCF des Pays de la Loire le 17 novembre suivant. Selon les estimations effectuées pour cette enquête publique, la liaison doit à terme accueillir plus de 11 000 voyageurs par jour, faisant de cette ligne l'axe ferroviaire le plus fréquenté de la région.

#### Prévisions de desserte de 2008
Le dossier d'enquête publique de 2008 prévoyait neuf allers-retours en semaine de Nantes à Sucé-sur-Erdre, neuf autres de Nantes à Nort-sur-Erdre et cinq de Nantes à Châteaubriant. Cela faisait donc un total de vingt-trois allers-retours entre Nantes et Sucé-sur Erdre et de quatorze entre Nantes et Nort-sur-Erdre. Si les trains effectuant les allers-retours entre Nantes et Châteaubriant étaient répartis tout au long de la journée, ceux entre Nantes et Nort-sur-Erdre n'étaient réalisées que le matin et le soir (cadencés toutes les 30 minutes), la desserte aux heures creuses étant limitée à Sucé-sur-Erdre (cadencée toutes les heures).

Le même schéma se reproduisait le samedi avec onze allers-retours et demi de Nantes à Sucé-sur-Erdre, cinq allers-retours et demi de Nantes à Nort-sur-Erdre et trois allers-retours de Nantes à Châteaubriant, soit un total de vingt allers-retours entre Nantes et Sucé-sur Erdre et de huit et demi entre Nantes et Nort-sur-Erdre.

De la même manière, le dimanche, il était prévu cinq allers-retours de Nantes à Sucé-sur-Erdre, trois allers-retours de Nantes à Nort-sur-Erdre et deux allers-retours de Nantes à Châteaubriant, soit un total de dix allers-retours entre Nantes et Sucé-sur Erdre et de cinq entre Nantes et Nort-sur-Erdre.
La réalisation du projet est initialement prévue en deux phases : ouverture de Nantes à Nort-sur-Erdre programmée en 2011, les trains devant aller jusqu'à Châteaubriant étant alors limités à Nort-sur-Erdre en attendant l'ouverture complète de la ligne en 2013, lors de la seconde phase. L’ouverture de la ligne sera finalement effectuée en une seule fois, la fin des travaux devant prendre totalement fin au plus tard en décembre 2012 pour une mise en service début 2013. Devant des difficultés administratives, la mise en service est repoussée une nouvelle fois pour la fin de l'année 2013,, avant d'être définitivement annoncée pour le 28 février 2014,,,.

#### Prévisions de desserte de 2012
La modification du calendrier du projet a pour conséquence de reporter la première phase à l'échéance de la seconde : l'ouverture de la ligne se fera en une seule fois.

En 2012, à un peu plus d'une année de l'ouverture, la grille horaire a un peu évolué depuis l'enquête publique de 2008 puisque deux allers-retours de Nantes à Sucé-sur-Erdre sont prolongés quotidiennement jusqu'à Châteaubriant.

L'offre est donc toujours de vingt-trois allers-retours entre Nantes et Sucé-sur-Erdre, mais de seize (contre quatorze) entre Nantes et Nort-sur-Erdre et de sept (contre cinq) entre Nantes et Châteaubriant. Le schéma de la desserte reste le même : cadencé toutes les trente minutes le matin et le soir entre Nantes et Nort-sur-Erdre, il est cadencé à raison d'une circulation par heure durant les heures creuses entre Nantes et Sucé-sur-Erdre, les trains allant jusqu'à Châteaubriant étant répartis sur toute la journée.

Le samedi, l'offre prévue est aussi toujours de vingt allers-retours entre Nantes et Sucé-sur-Erdre, mais de dix entre Nantes et Nort-sur-Erdre et cinq (contre trois) entre Nantes et Châteaubriant.

Le dimanche, l'offre est de dix allers-retours entre Nantes et Sucé-sur Erdre, mais de sept (contre cinq) entre Nantes et Nort-sur-Erdre et de quatre (contre deux) entre Nantes et Châteaubriant.

### Réouverture en 2014
Les premiers essais dynamiques, notamment sur la traversée oblique de la ligne avec celle de la ligne 1 du tramway, commencent le 5 août 2013. Le premier train d'essais sur la ligne entière circule le 5 septembre 2013.
La ligne est inaugurée le 28 février 2014 avec la mise en route des sept allers-retours en semaine entre Nantes et Châteaubriant, cinq les samedis et quatre les dimanches. La montée en puissance de l’offre se fait progressivement avec l’introduction de six allers-retours supplémentaires en semaine entre Nantes et Sucé-sur-Erdre, dix les samedis et trois les dimanches, à partir du 5 mai 2014 puis de six allers-retours supplémentaires entre Nantes et Nort-sur-Erdre du lundi au vendredi, cinq les samedis et trois les dimanches, à partir du 6 juillet 2014. Enfin, cinq autres allers-retours sont ajoutés à partir du 25 août 2014, l'offre étant alors complète et définitive à cette date,. Pour cette année de réouverture, le coût d'exploitation de la ligne est de 6,5 millions d'euros.
Les trois lignes d'autocars départementales Lila qui relient Nantes et Châteaubriant (40, 41 et 42) sont supprimées le 1er septembre 2014 pour ne pas concurrencer la ligne de tram-train, dont les travaux de réouverture ont été en partie financées par le conseil général de Loire-Atlantique, qui finance également les lignes du réseau Lila. Elles sont remplacées par des navettes en correspondances aux différentes gares du tram-train,. La ligne 40 dont une partie du parcours ne se trouve pas en concurrence avec la ligne ferroviaire est remplacée par la ligne 48 entre Joué-sur-Erdre, Petit-Mars et Nantes,.
En 2015, la ligne reçoit le prix accessibilité décerné par le magazine Ville, Rail et Transports lors du neuvième salon international de l’industrie ferroviaire à Lille, grâce à une infrastructure (gares) et un matériel roulant totalement adapté. À partir du 6 juillet de la même année, un huitième aller-retour en soirée est inauguré entre les deux terminus.

## Caractéristiques

### Tracé

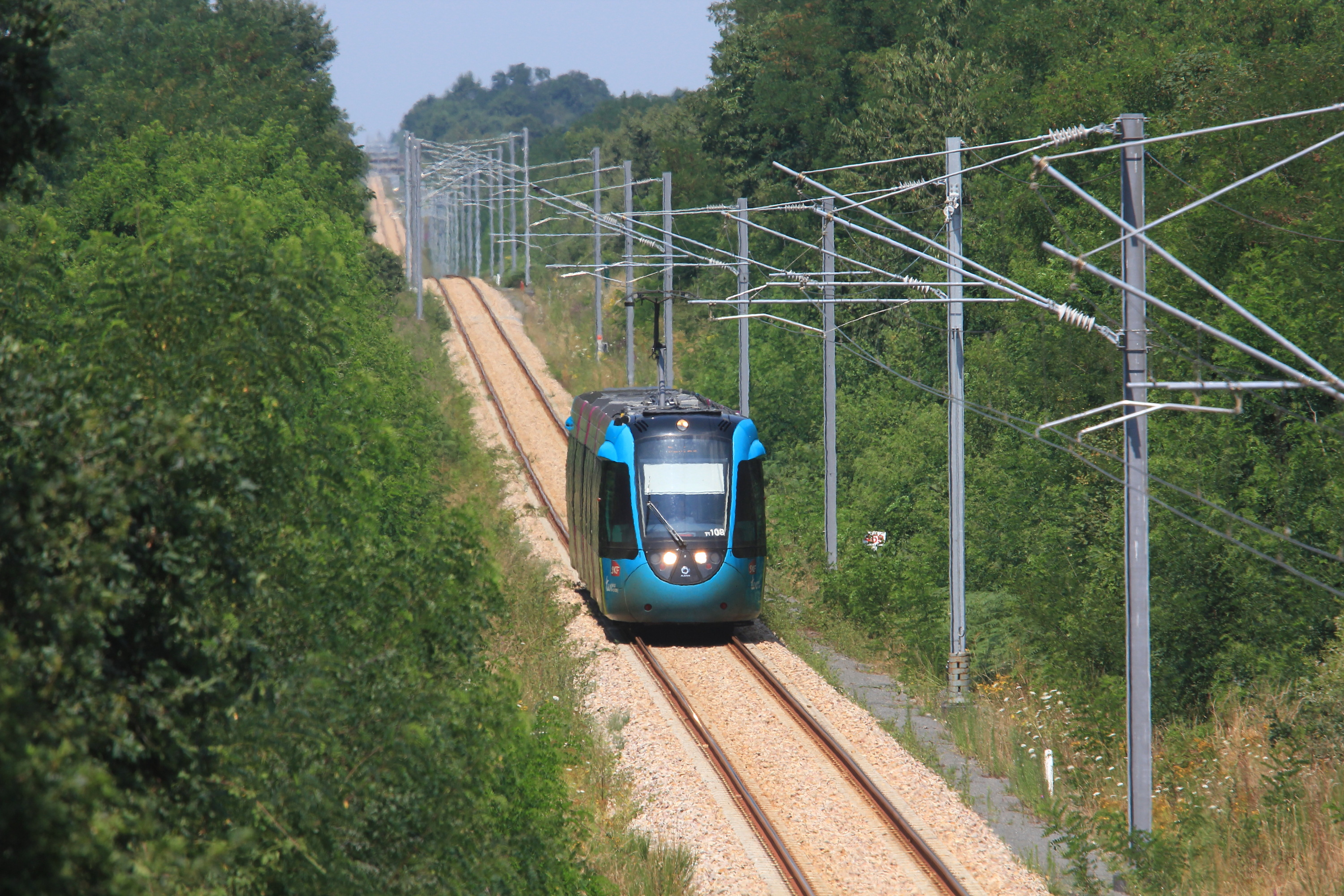
Un tram-train à destination de Nantes, peu avant la gare de Nort-sur-Erdre.

D'une longueur de 63 kilomètres, la ligne a son origine à la gare de Nantes appelée à l'époque, Nantes-Orléans. Elle s'écarte assez rapidement des voies de la ligne principale vers Paris pour s'incurver sur le nord et rejoindre les voies de la ligne de Segré à Nantes-État du réseau de l'État. Parallèles sur environ 1,4 km, les deux lignes restent distinctes à leur création, puis s'éloigne l'une de l'autre après la gare de Doulon. Au-delà, la ligne continue à s'incurver vers le nord-ouest, contournant ainsi la ville.

Peu avant de franchir la vallée de l'Erdre, elle comporte un croisement à niveau avec les voies du tramway de Nantes, protégé côté RFN par deux guidons d'arrêt et par quatre carrés côté TAN, ainsi qu'un embranchement au réseau de la SEMITAN permettant, entre autres, la livraison des rames de tram par le rail. L'arrivée du tram-train modifie l'emplacement du croisement en le rapprochant de l'avenue de la Gare de Saint-Joseph (passant du point kilométrique (PK) 433,069 au PK 433,213), et supprime l'embranchement au réseau de la SEMITAN.

Puis, après avoir traversé la rivière sur le viaduc de la Jonelière, elle prend son orientation principale vers le nord. Elle suit alors la vallée de l'Erdre, en traversant les communes proches de Nantes, aujourd'hui intégrées à son aire urbaine : la Chapelle-sur-Erdre, Sucé-sur-Erdre et Nort-sur-Erdre. Le tracé qui était jusqu'alors un peu sinueux comporte ensuite de longues portions rectilignes dans les contrées beaucoup plus rurales qu'elle traverse. À Abbaretz, elle s'incurve vers le nord-est vers Issé pour rejoindre la sous-préfecture, Châteaubriant.
Les communes traversées par la ligne sont donc, dans l'ordre croissant des points kilométriques : Nantes, La Chapelle-sur-Erdre, Sucé-sur-Erdre, Casson, Nort-sur-Erdre, Joué-sur-Erdre, Saffré, Abbaretz, Issé, Moisdon-la-Rivière, Louisfert, Erbray et Châteaubriant.

### Gares

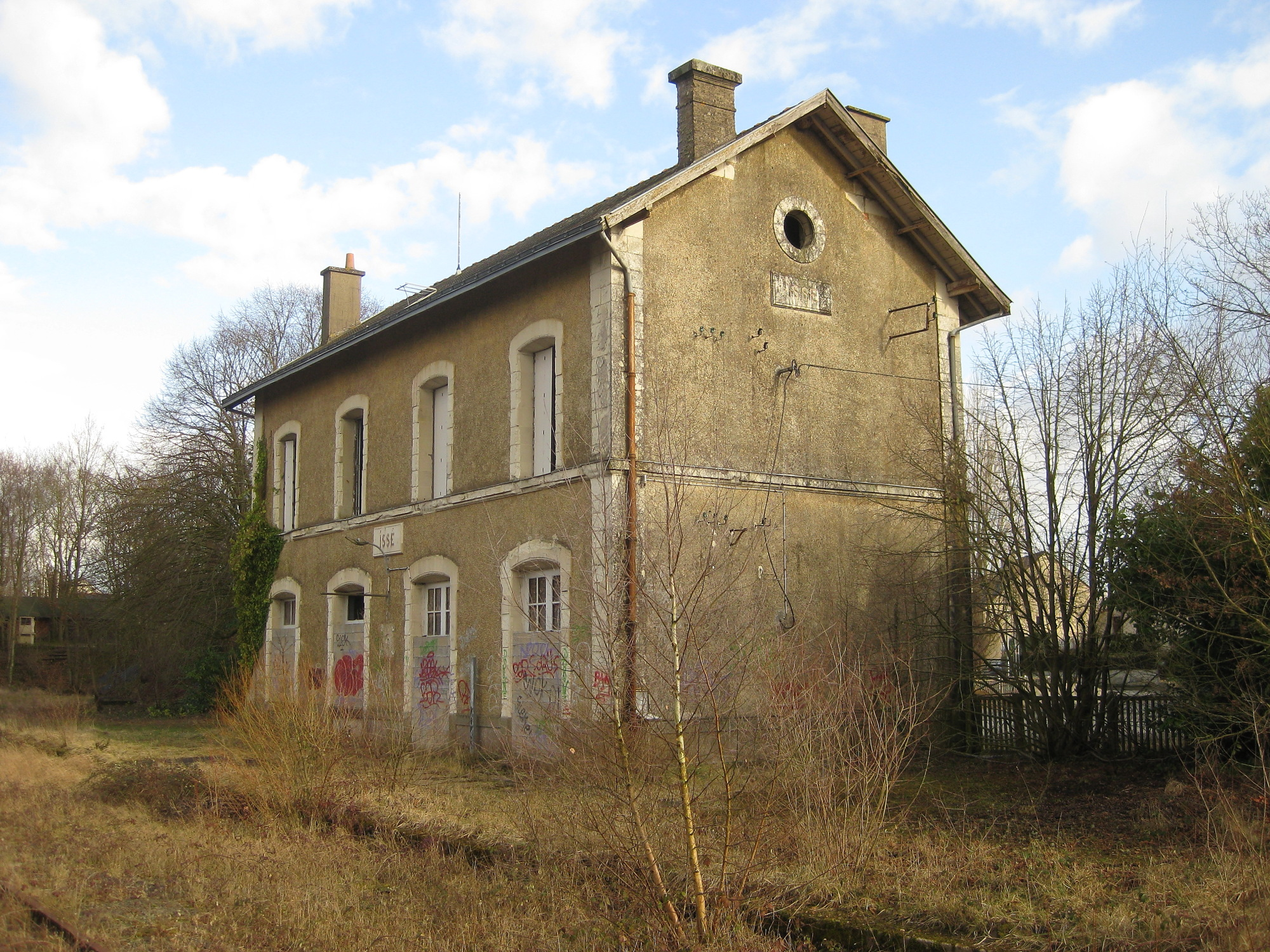
Le bâtiment-voyageurs de la gare d'Issé, muré, vu en 2009 côté voies, quelques années avant sa démolition.

#### Avant le tram-train
Avant la mise en service de la ligne avec des trams-trains, celle-ci a compté jusqu'à treize gares, haltes ou arrêts, ouvertes entre 1877, date de la mise en service de la ligne, et 1908 :
- gare de Nantes (ouverte depuis 1851) ;
- halte de Doulon (ouverte le 18 mai 1885, puis promue gare[51]) ;
- gare de Saint-Joseph ;
- gare de La Chapelle-sur-Erdre ;
- gare de Sucé-sur-Erdre ;
- halte de Casson (ouverte en 1908[15]) ;
- gare de Nort-sur-Erdre ;
- halte de Saffré - Joué (créé à la fin du XIXe siècle sous le nom d'arrêt du Pavillon et promu halte en 1907 et renommé à cette occasion Saffré - Joué[52]) ;
- gare d'Abbaretz ;
- gare d'Issé ;
- arrêt de La Claie (sur la commune d'Issé, ouvert en août 1893, puis transformé en halte[53]) ;
- arrêt de La Cantraie (sur la commune d'Erbray, ouvert en 1903[54]) ;
- gare de Châteaubriant.

Ainsi, à l'ouverture de la ligne, la ligne compte huit gares. En 1908, il y a treize gares, haltes ou arrêts et ce jusqu'en 1939, année de la première fermeture de la ligne. En rouvrant en 1948, il n'y aura que douze points d'arrêts, l'arrêt de la Cantraie ne rouvrant pas. Seules deux communes n'ont donc jamais eu de point d'arrêt alors que la ligne les traverse : Louisfert et Moisdon-la-Rivière, même si l'arrêt de La Cantraie était placé de telle sorte qu'il desserve ces deux communes.
Les bâtiments voyageurs (BV) des gares intermédiaires ont été construits selon les plans types du PO : ils sont de 4e classe (plus la classe est élevée, plus la gare est petite tout comme son BV), sauf celle de Nort-sur-Erdre qui est de 3e classe. L'arrêt de Saffré - Joué promu halte se voit muni d'une annexe accolé à la maison de garde-barrière avec abri, alors que l'arrêt de La Cantraie est équipé d'un simple quai éclairé par deux poteaux. La halte de Doulon se voit munie d'un second bâtiment accolé à la maison de garde-barrière, puis d'un troisième lorsque la halte est promue gare. La gare de Châteaubriant, appartenant à la Compagnie des chemins de fer de l'Ouest, possédait un BV de 2e classe selon les plans de la compagnie.
Avec la fermeture de la ligne au service des voyageurs en 1980, les bâtiments voyageurs subissent des sorts différents. Ceux d'Abbaretz et de Sucé-sur-Erdre sont vendus, ceux de Nort-sur-Erdre et d'Issé sont murés et ceux de Saint-Joseph et de La Chapelle-sur-Erdre sont détruits.

#### Tram-train

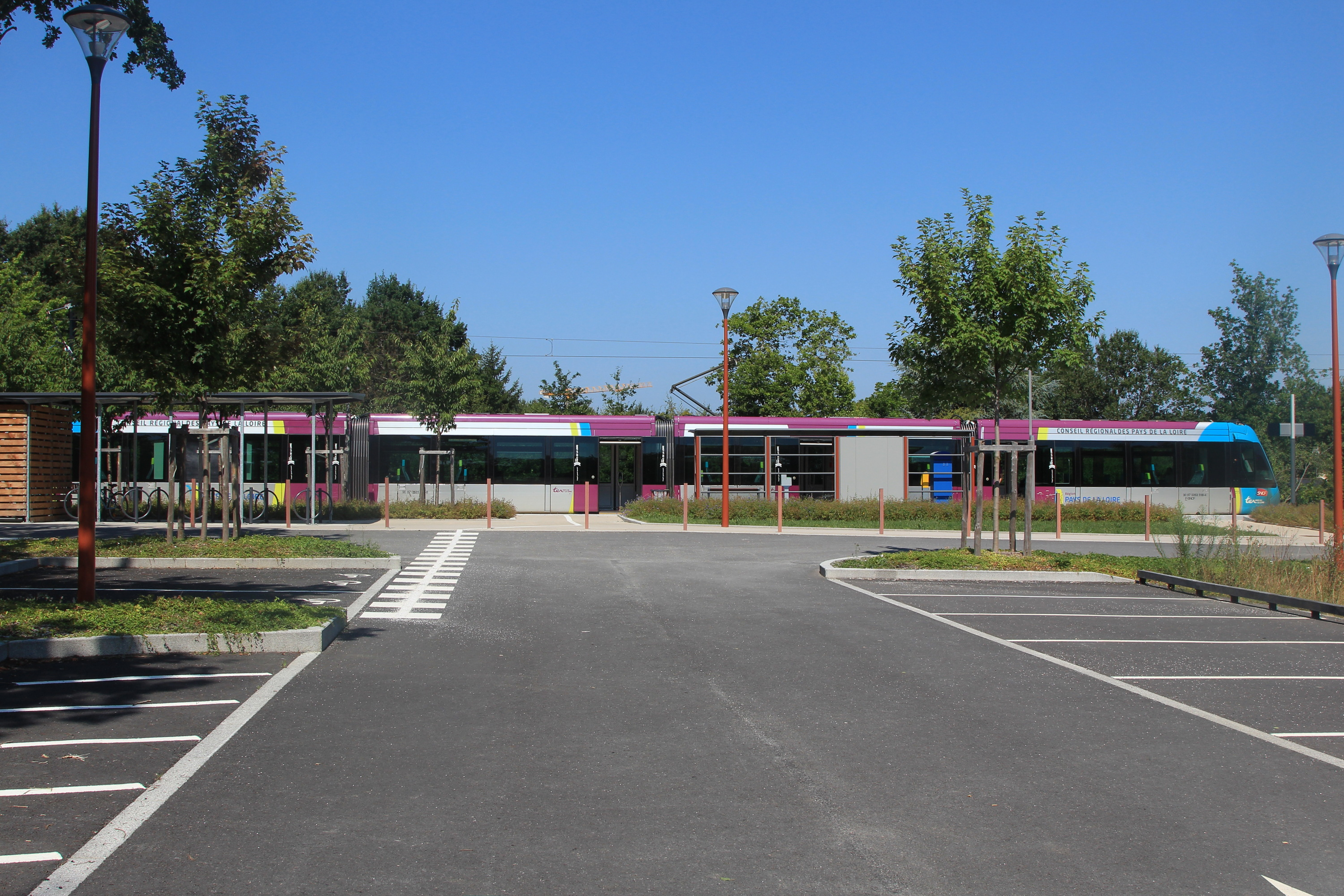
La nouvelle halte de La Chapelle-Aulnay.

La concertation préalable de 2006 et le dossier d'enquête publique de 2008 prévoient onze points d'arrêt :
- deux gares à Nantes :
  - gare de Nantes,
  - gare de Haluchère-Batignolles : important pôle d'échanges avec le tramway, les bus et cars interurbains ;
- quatre gares à La Chapelle-sur-Erdre :
  - gare de Babinière : nouveau pôle d'échanges,
  - gare d'Erdre-Active,
  - gare de La Chapelle-Centre,
  - gare de La Chapelle-Aulnay ;
- gare de Sucé-sur-Erdre (création d'une station à proximité de l'ancienne gare maintenue comme Maison des associations) ;
- gare de Nort-sur-Erdre (réouverture de l'ancienne gare réhabilitée) ;
- gare d'Abbaretz (création d'une station à proximité immédiate de l'ancienne gare) ;
- gare d'Issé (création d'une station sur le site de la gare démolie) ;
- gare de Châteaubriant (adaptation de la gare qui deviendra un pôle d'échanges).

Seule la gare de Saffré - Joué, ainsi que les haltes ferroviaires de « La Claie » (commune d'Issé) et de Casson, qui existaient auparavant ne seront pas rouvertes. Une demande forte de réouverture de cette dernière n'a pas abouti ; malgré une pétition de 562 signatures déposées dans le cadre de la concertation préalable en 2006, et une enquête complémentaire de la part de la société Systra, l'éloignement de l'emplacement de l'ancienne gare de Casson par rapport au bourg de la commune, à peu près égal à l'éloignement avec la gare de Sucé-sur-Erdre, conjugué avec le fait que cette dernière aura une offre bien plus importante, aura rejeté toute idée de gare à Casson à court ou moyen terme. Ainsi, les bâtiments voyageurs de Sucé-sur-Erdre, Nort-sur-Erdre et Abbaretz sont les seuls encore conservés aujourd'hui. Ils datent de l'origine de la ligne et celui de Nort-sur-Erdre est le seul à avoir conservé son rôle d'origine.
Dans les années à venir et après des aménagements d'infrastructure, le tram-train doit théoriquement être amené à circuler sur le réseau du tramway nantais, permettant par exemple de desservir ainsi les huit stations intermédiaires de la ligne 1 situées entre la gare SNCF et celle d'Haluchère-Batignolles, même si aucune échéance n'est fixée.
|  |   |  |  |  | Gare                  | Lat/Long                    | Communes              | P+R | Correspondances Naolib | Correspondances Aléop                                   |
|  | - |  |  |  | --------------------- | --------------------------- | --------------------- | --- | ---------------------- | ------------------------------------------------------- |
|  | o |  |  |  | Nantes                | 47° 13′ 02″ N, 1° 32′ 31″ O | Nantes                |     | 1 5 C2 C3 54           | 300 309 310 311 312 320 322 346 348 350 360 370 371 380 |
|  | o |  |  |  | Haluchère-Batignolles | 47° 14′ 56″ N, 1° 31′ 21″ O | Nantes                |     | 1 C1 23 77 80 85 95    | 346 348 360                                             |
|  | o |  |  |  | Babinière             | 47° 15′ 32″ N, 1° 32′ 43″ O | La Chapelle-sur-Erdre |     | 66 1                   |                                                         |
|  | o |  |  |  | Erdre-Active          | 47° 16′ 59″ N, 1° 32′ 41″ O | La Chapelle-sur-Erdre |     | LCE                    |                                                         |
|  | o |  |  |  | La Chapelle-Centre    | 47° 17′ 51″ N, 1° 32′ 53″ O | La Chapelle-sur-Erdre |     | 86 96 LCE              |                                                         |
|  | o |  |  |  | La Chapelle-Aulnay    | 47° 18′ 31″ N, 1° 32′ 29″ O | La Chapelle-sur-Erdre |     | 86 LCN                 |                                                         |
|  | o |  |  |  | Sucé-sur-Erdre        | 47° 20′ 36″ N, 1° 31′ 48″ O | Sucé-sur-Erdre        |     |                        | 347                                                     |
|  | o |  |  |  | Nort-sur-Erdre        | 47° 26′ 31″ N, 1° 30′ 12″ O | Nort-sur-Erdre        |     |                        | 349                                                     |
|  | o |  |  |  | Abbaretz              | 47° 33′ 20″ N, 1° 31′ 28″ O | Abbaretz              |     |                        |                                                         |
|  | o |  |  |  | Issé                  | 47° 37′ 35″ N, 1° 27′ 07″ O | Issé                  |     |                        |                                                         |
|  | o |  |  |  | Châteaubriant         | 47° 43′ 02″ N, 1° 22′ 17″ O | Châteaubriant         |     |                        | 140 344 401 409                                         |

### Ouvrages d'art
L'ouverture de la ligne s'est accompagnée de la création de 63 ponts ferroviaires (aussi appelés ponts-rails) ou ponts routiers (ponts-routes). Les ponts sont typiques de la compagnie du PO, métalliques ou en maçonnerie. Après la Seconde Guerre mondiale, sept ponts supplémentaires sont créés sur la ligne, à la faveur de nouvelles voies routières (boulevard périphérique de Nantes, autoroute A11) ou de nouveaux lieux d'habitation.
L'ouvrage le plus remarquable est le pont de la Jonelière, situé sur les communes de Nantes et de La Chapelle-sur-Erdre et qui sert à traverser l'Erdre, d'une longueur totale de 190,20 mètres. À l'origine, le pont est composé d'une arche centrale métallique qui est reconstruite dans le style de l'époque en 1948, c'est-à-dire en béton, du fait de sa destruction en 1944 par l'armée allemande. Cette arche repose de part et d'autre sur des arches en maçonnerie situées sur chaque rive de la rivière qui ont été partiellement détruites et reconstruites à l'identique pour les mêmes raisons. Une passerelle pour piétons a été ajoutée en 1907, aux frais du conseil général de la Loire-Inférieure. Fermé durant une année, de 2010 à 2011, pour permettre son élargissement dans le cadre de la réouverture de la ligne en tram-train,, le pont comporte désormais deux cheminements pour les piétons (un au nord et un au sud), une piste cyclable à double sens, la voie ferrée, et un emplacement pour une deuxième voie, celle du tramway nantais, envisagée dans le cadre du projet d'interconnexion des lignes 1 et 2.
Un autre ouvrage remarquable est le viaduc de l'Hocmard, pont en pierre qui a une longueur de 30 mètres. Il a été reconstruit à l'identique après sa destruction lors de la Seconde Guerre mondiale.
Enfin, le troisième ouvrage remarquable est le pont sur le canal de Nantes à Brest, qui est un pont métallique construit par l'entreprise Roussel comme tous les ponts métalliques datant de la création de la ligne. Le tablier métallique, qui reposait sur deux travées en maçonnerie, a été déposé et remplacé par un tablier neuf de 52 tonnes légèrement rehaussé le 12 juillet 2011, pour permettre la réouverture de la ligne et dégager un gabarit fluvial aux normes en vigueur,. Ce pont a une longueur totale de 19,84 mètres.
Au total, pour la réouverture de la ligne en 2014, il aura fallu modifier huit ouvrages d'art (rehaussement de trois ponts routiers et remplacement du tablier de sept ponts ferroviaires).

### Équipement

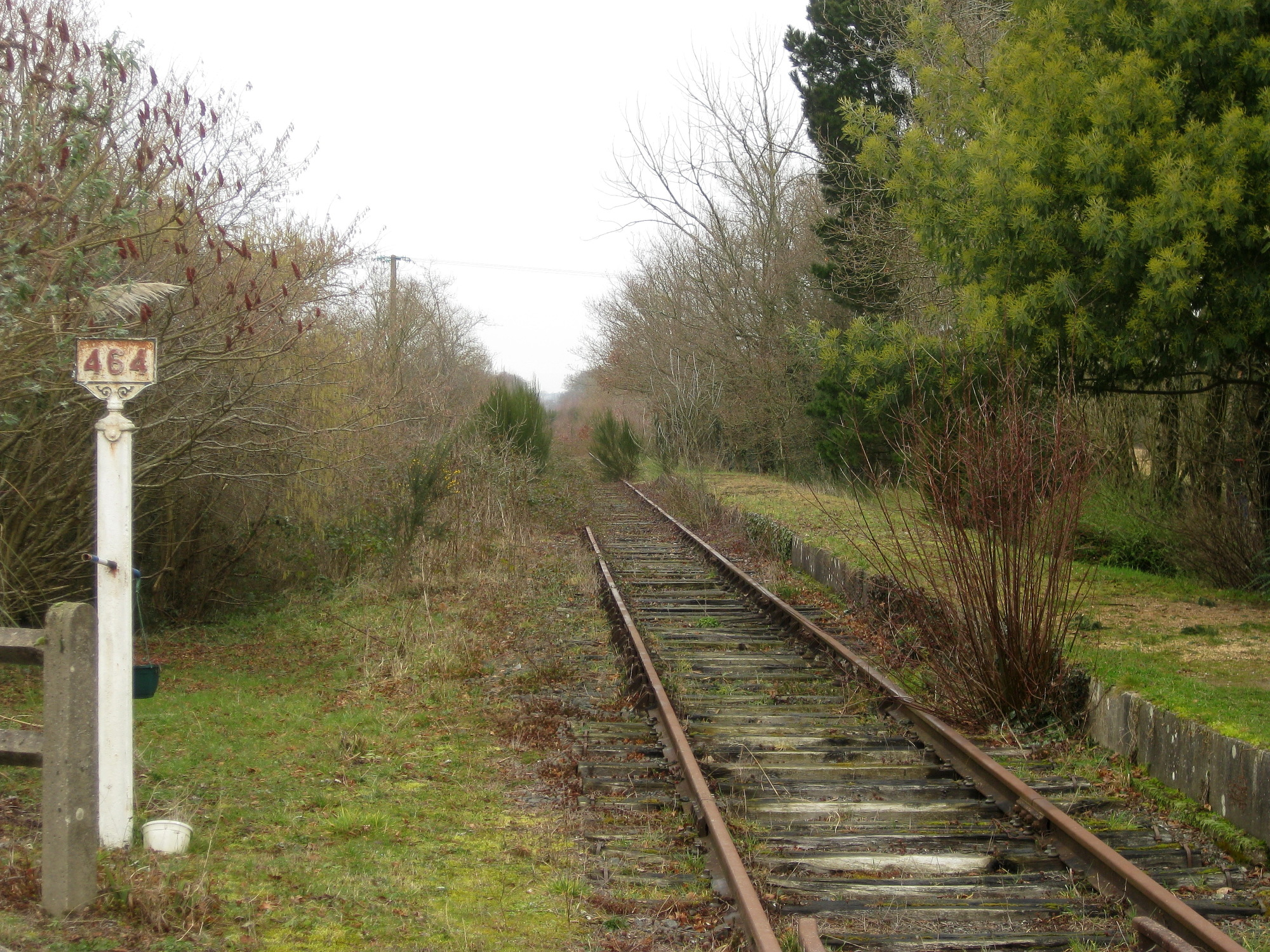
Rails Vignole au premier plan et rails double-champignon au second plan, au niveau de la gare de Saffré - Joué en 2009, avant le début des travaux pour la réouverture.

#### Voie
La ligne a toujours été à voie unique entre La Chapelle-sur-Erdre et Châteaubriant. Des évitements étaient présents dans les gares de Sucé-sur-Erdre, Nort-sur-Erdre, Abbaretz et Issé. Entre Nantes et La Chapelle-sur-Erdre, la ligne comportait plusieurs voies, du fait d'embranchements de ligne (ligne de Segré à Doulon et ligne de Blain à La Chapelle-sur-Erdre). La ligne n'était pas électrifiée et la voie était constituée de rails à double champignon ou de rails Vignole reliés par des traverses en bois ou en métal (entre Issé et Abbaretz). À l'occasion de la réouverture de la ligne en 2014, l'ensemble de la voie (rails, traverses et ballast) a été déposé.
Une nouvelle voie a ensuite été posée à l'aide de 140 600 tonnes de ballast, 115 000 traverses en béton bi-blocs et 140 kilomètres de rails longs soudés une fois posés,. Toujours à voie unique sur la majeure partie du parcours, la ligne comporte des évitements dans les gares de Doulon (au droit du centre de maintenance, ne servant que pour le service), d'Haluchère-Batignolles, de Sucé-sur-Erdre, de Nort-sur-Erdre et d'Issé ainsi qu'une section à deux voies de la gare de Babinière à la gare de La Chapelle-Centre. Deux voies sont disponibles en gares de Nantes et de Châteaubriant, ainsi qu'un tiroir permettant de garer une unité double de Citadis Dualis à Sucé-sur-Erdre et à Nort-sur-Erdre,,. La voie d'évitement en gare d'Haluchère-Batignolles était prévue seulement comme mesure conservatoire dans l'enquête publique de 2008, alors qu'elle a été finalement réalisée en même temps que le reste du projet de tram-train. 11 des 41 passages à niveaux de l'ancienne voie ont été supprimés.
La voie permet au tram-train de rouler jusqu'à la vitesse de 100 km/h, vitesse maximale du tram-train utilisé sur la ligne. Cependant, sur la partie où la conduite s'effectue en mode « tram » (entre Nantes et Babinière), la vitesse est limitée à 70 km/h avec des ralentissements à 30 km/h aux traversées routières [réf. nécessaire].

#### Électrification
Avant la réouverture de la ligne, la traction autonome (vapeur puis Diesel) était nécessaire pour la parcourir. Cette réouverture s'est accompagnée de son électrification sur la totalité du parcours, selon deux types de courant : 
- 25 000 V alternatif 50 Hz : à la sortie de Nantes (celle-ci étant déjà électrifiée avec ce type de courant) jusqu'au droit de la station de tram Boulevard de Doulon[69] et de Babinière à Châteaubriant[68] ;
- 750 V continu : pour les tronçons des zones urbaines entre l'entrée de la gare de Nantes et 400 mètres après Babinière[68],[69], ceci afin de ne pas provoquer d'interférence avec le réseau d'alimentation du tramway de la ville qui utilise la même tension, et dont une bonne partie de la moitié orientale de la ligne 1 longe la voie ferrée concernée.

Quatre sous-stations électriques sont dispersées le long de la ligne : Doulon, Haluchère-Batignolles et Babinière pour le courant continu en 750 volts, Nort-sur-Erdre pour la section en courant altérnatif 25 kV de Babinière à Châteaubriant,. La section en courant alternatif de la sortie de Nantes est alimentée par la sous-station existante du Blottereau (quartier de Nantes où est situé un ancien triage ferroviaire et l'atelier de maintenance des TER Pays de la Loire). La mise sous tension des 64 km de ligne est effective depuis le 24 juin 2013, permettant d'effectuer les premiers essais techniques dans le courant de l'été 2013.

#### Signalisation
La signalisation de la ligne est une signalisation ferroviaire classique en gare de Nantes (block automatique lumineux), de type tramway relativement classique pour la portion de ligne parcourue en mode « tram » (entre la sortie de Nantes et Babinière), et d'une signalisation ferroviaire spécifique à la ligne (« block tram »), tout comme le régime d'exploitation (réglementation qui définit le comportement et les dispositions que doivent prendre les conducteurs face aux signaux présentés le long de la voie et aux incidents) entre Babinière et Châteaubriant,.
Auparavant, la ligne n'était pas équipée de signaux ; de simples panneaux « GARE » annonçaient les croisements et gares d'arrêt général. Il s'agissait alors d'une ligne fonctionnant sous le régime de la voie unique à signalisation simplifiée (VUSS).

## Exploitation en tram-train
Pour un article plus général, voir Tram-train de Nantes.

### Matériel roulant
La ligne de tram-train reliant Nantes à Châteaubriant est exploitée uniquement avec les vingt-quatre rames de type Citadis Dualis (U 53500) commandées à Alstom. La ligne nécessite seulement douze rames, ce matériel étant utilisé en pool avec celui de la ligne de tram-train reliant Nantes à Clisson.

### Dépôts / ateliers
Deux ateliers de maintenance sont consacrés à la maintenance des trams-trains circulant entre Nantes et Châteaubriant. Ces deux ateliers se trouvent sur la ligne, en gare de Nantes et en gare de Doulon,. D'une superficie initiale de 858 m2, l'atelier de Doulon est agrandi en 2013 pour attendre 1 900 m2 afin de permettre la maintenance des rames de la ligne Nantes - Clisson en plus de celles de la ligne Nantes - Châteaubriant, permettant la réalisation sur ce site de l'intégralité de la maintenance des tram-trains,. L'ensemble est achevé en juillet 2014.

### Régulation
Le poste de commande de la ligne se trouve dans un bâtiment créé à proximité du poste d'aiguillage de la gare de Nantes. Le poste de contrôle de l'exploitation de la ligne se trouve dans la gare de Nort-sur-Erdre, qui a été réhabilitée.

### Desserte
La ligne est parcourue par des trains régionaux TER Pays de la Loire assurés en trams-trains qui circulent entre Nantes et Châteaubriant sous le numéro de ligne "T1". Huit allers-retours du lundi au vendredi ( dont un neuvième le vendredi soir de Nantes à Châteaubriant) , cinq les samedis et dimanches sont proposés entre Nantes et Châteaubriant auxquels s'ajoutent vingt-cinq allers-retours entre Nantes et Nort-sur-Erdre du lundi au vendredi, quinze les samedis et dimanches.
Les terminus sont Nort-sur-Erdre ou Châteaubriant. L'arrêt de Sucé-sur-Erdre est désormais un arrêt normal pour tous les trains peu importe le terminus.

### Intermodalité
Les gares de Nantes et Haluchère-Batignolles offrent de nombreuses correspondances avec les transports urbain nantais, notamment avec la ligne 1 du tramway et de nombreuses lignes de bus ainsi qu'avec le réseau interurbain d'autocars Lila. Les gares de Sucé-sur-Erdre, Nort-sur-Erdre, Abbaretz et Châteaubriant sont desservies par des navettes Lila relevant la quasi-totalité des correspondances ferroviaires. Châteaubriant est également desservi par des lignes Lila. Cependant, en 2015, un projet de remplacement des navettes par une desserte à la demande est envisagé.

### Fréquentation
À l'issue de l'enquête publique en 2008, la fréquentation attendue sur la ligne Nantes - Châteaubriant est de 11 000 voyageurs par jour, objectif fixé pour 2017, ce qui en ferait l'axe le plus fréquenté de toutes les lignes TER Pays de la Loire. À peine plus de deux mois après sa mise en service, 100 000 voyageurs ont fréquenté la ligne, (contre 19 000 voyageurs cinq semaines après cette même mise en service, chiffre qualifié de conforme aux prévisions par la Région), soit 1 200 voyageurs par jour en semaine. En décembre 2014, soit trois mois après la mise en service complète de la grille, la fréquentation atteint 3 000 voyageurs par jour et la ligne compte plus de 1 500 abonnés. Le cap du millions de voyageurs est franchi en novembre 2015. En 2017, sont observés en moyenne seulement 3 741 voyageurs par jour et 20 697 par semaine.
La ligne est passée de 623 000 voyages en 2015 à 664 000 en 2016 et 721 000 en 2017, contre un objectif de deux millions annuels. La fiabilité et le confort, jugés insuffisants, sont notamment critiqués par la fédération nationale des associations d'usagers des transports.

## Desserte du projet d'aéroport du Grand Ouest
La construction d'un tronçon desservant le projet d'aéroport situé à Notre-Dame-des-Landes qui serait greffé à la ligne au niveau de La Chapelle-sur-Erdre est également à l'étude. Selon le Schéma de cohérence territoriale (SCOT) de la Métropole Nantes-Saint-Nazaire, il emprunterait approximativement le tracé de l'ancienne ligne de Blain à La Chapelle-sur-Erdre. Ce tronçon permettrait ainsi de relier la gare de Nantes à cet équipement en 30 minutes environ.
Cependant, les projections de fréquentation d'un tel tronçon ne dépasseraient pas 2 000 passagers par jour, ce qui serait jugé insuffisant au regard de l'investissement, lequel, par ailleurs, ne s’intègrerait pas dans un schéma de desserte à l'échelle du Grand Ouest, mais ne serait tourné que vers Nantes. Cependant, les chiffres avancées en 2013 par la région des Pays de la Loire estiment sa fréquentation à 8 300 passagers par jour dès son inauguration (soit l'équivalent de la ligne TER Nantes - Les Sables-d'Olonne).
Même si des études sont en cours sur une desserte ferrée de l'aéroport Grand Ouest privilégiant un barreau ferroviaire lourd entre Savenay et Massérac, s'intégrant dans une liaison rapide entre Rennes et Nantes qui ne devrait pas voir le jour avant 2025, les représentants des collectivités membres du bureau du syndicat mixte aéroportuaire optent néanmoins le 16 avril 2013, pour une liaison par tram-train dans l'immédiat. La communauté de communes d'Erdre et Gesvres principalement impactée par le projet d'aéroport, s'est déclarée favorable à un tram-train, solution qu'elle juge plus structurante, car mieux apte à irriguer son territoire et ses habitants avec différentes gares, prônant même une prolongation de la ligne jusqu'à Blain.